# SGR J1935+2154
SGR J1935+2154  é um magnetar transitório descoberto em 2014. O SGR J1935 + 2154 possui um período de giro de 3,24 segundos, taxa de diminuição da velocidade de rotação de 14,3 picossegundos/segundo e um campo dipolo-magnético com uma força a um nível de aproximadamente 220 trilhões de G, o que confirma sua natureza magnetar. Desde a sua detecção, a fonte experimentou mais de 100 explosões, ocorrendo quase anualmente. A distância estimada para SGR J1935 + 2154 é de aproximadamente 29.300 anos-luz e ele (e a emissão difusa) poderia estar localizado dentro ou fora do braço de Perseu. Ele é o magnetar transitório mais recorrente conhecido até o momento.

## Observações
As observações revelaram que a maioria das explosões nos episódios ativos de 2014 e 2015 ocorreu no primeiro dia do episódio, antes de decair posteriormente em 100 dias. Os astrônomos acrescentaram que dois episódios em 2016 começaram com duas ou três explosões e que duas explosões naquele ano foram mais brilhantes no início do que aquelas em 2014 e 2015, decaindo rapidamente para o nível de repouso.